# Isla de la Horadada
La isla de la Horadada o peña Horadada es un islote situado a la entrada de la bahía de Santander (Cantabria, España), frente a la playa de los Bikinis. Alberga un pequeño faro todavía en uso.
El 19 de enero de 2005 un temporal derribó el arco natural que le daba nombre. En su momento su reconstrucción se estimó en unos 200.000 euros, pero esta finalmente no se llevó a cabo.
Algunas personas acceden a nado desde la playa de los Bikinis. Cuenta con unas escaleras artificiales que facilitan la subida desde el agua.

## La leyenda de los Santos Mártires

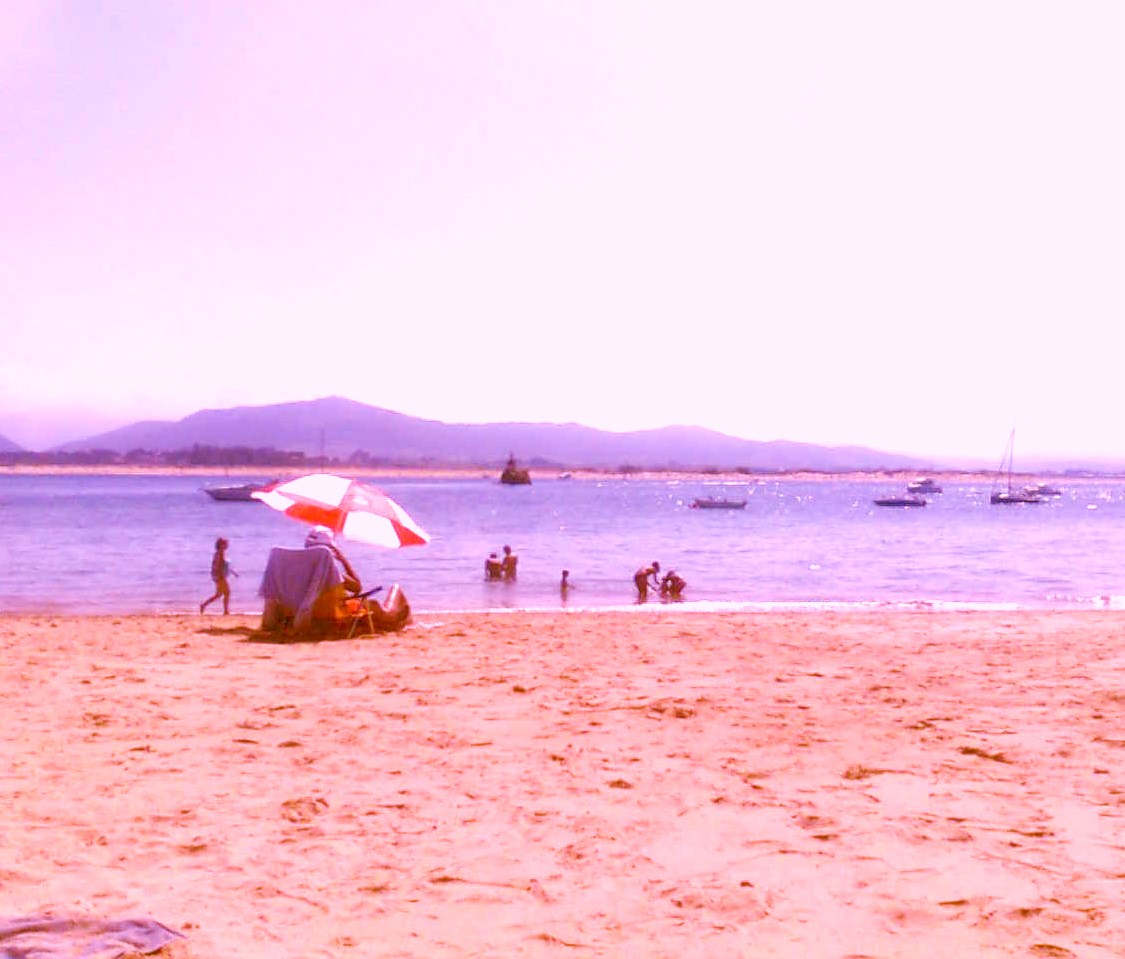
La peña de la Horadada vista desde la playa de los Bikinis en 2008

Según la tradición, san Emeterio y san Celedonio, dos hermanos originarios de la ciudad romana de Calagurris, la actual Calahorra en La Rioja, y soldados romanos convertidos al cristianismo, fueron decapitados durante la persecución de los emperadores Diocleciano o de Valerio alrededor de los siglos III y IV. Tras su martirio, la leyenda narra que sus cabezas fueron arrojadas al río Ebro y navegaron en una barca de piedra por el Mediterráneo y el Atlántico hasta llegar a la bahía de Santander.
El barco chocaría contra esta isla, dando a esta su peculiar forma. Las cabezas de los mártires serían trasladadas a la por entonces villa de Santander, donde se erigió un monasterio que con el tiempo se convertiría en la abadía de los Cuerpos Santos y posteriormente en la catedral de Santander.